# HAT-P-5 b
HAT-P-5b — транзитная экзопланета, расположенная на расстоянии приблизительно 1100 световых лет в созвездии Лиры и вращающаяся вокруг звезды HAT-P-5. Планета превосходит Юпитер по массе на 6 % и по радиусу на 26 %, её плотность равна 0,66 г/см3, что меньше плотности воды. Полный оборот вокруг звезды планета совершает за 2,7 суток. Из-за близкого местоположения к родительской звезде её атмосфера должна быть чрезвычайно сильно нагрета, по оценкам первооткрывателей она составляет около 1500 градусов по Кельвину, это позволяет отнести её к классу горячих юпитеров. Планета была обнаружена группой исследователей 9 октября 2007 года с помощью транзитного метода.